# First Love (Jennifer-Lopez-Lied)
First Love ist ein Lied der US-amerikanischen Sängerin Jennifer Lopez, das sie für ihr Album A.K.A. aufgenommen hat. Das Lied wurde von Max Martin, Savan Kotecha und Ilya Salmanzadeh geschrieben. Produziert wurde es von Max Martin, Ilya Salmanzadeh und Peter Carlsson. Es wurde unter Capitol Records am 1. Mai 2014 als zweite Single des Albums veröffentlicht.

## Hintergrund
Als Lopez am Album A.K.A. arbeitete erläuterte sie zum ersten Mal mit dem Produzenten Max Martin zuarbeiten. Der Song wurde zum ersten Mal am 25. April bei einer Pressekonferenz für Lopez neues Album vorgestellt, während der Konferenz gab sie bekannt, dass der Song als zweite Single des Albums veröffentlicht wird. Das offizielle Single Cover wurde am 27. April der Öffentlichkeit gezeigt.

## Kritik
Der Song erhielt allgemein positive Kritiken. Benjamin Jeff von Fuse TV meinte mit First Love überspannt sie die Grenze zwischen Pop und Hip-Hop sehr gut, wie sie es immer tue, außerdem sei der Chorus das auffälligste am Song. Ziwei von Spin fand der Song sei nach I Luh Ya Papi eine willkommene Abwechslung.

## Kommerzieller Erfolg
First Love war in den Charts eher wenig erfolgreich. In den Billboard Hot 100 schaffte der Song es nur Platz 87, erreichte aber Platz 1 der Hot Dance Club Songs. In Spanien gelang mit Platz 15 eine Top-20-Platzierung.

## Charts
| Charts                 | Höchst- position | Wochen |
| ---------------------- | ---------------- | ------ |
| Vereinigtes Königreich | 63               | 1      |
| Vereinigte Staaten     | 87               | 3      |
| US Dance Club Songs    | 1                | …      |
| US Pop Songs           | 21               | 9      |